# Budkî, Manevîci
Budkî (în ucraineană Будки) este localitatea de reședință a comunei Budkî din raionul Manevîci, regiunea Volînia, Ucraina.

## Demografie
Componența lingvistică a localității Budkî
     Ucraineană (99,33%)
     Alte limbi (0,67%)
Conform recensământului din 2001, majoritatea populației localității Budkî era vorbitoare de ucraineană (99,33%), existând în minoritate și vorbitori de alte limbi.